# Showcase (Philly Joe Jones)
Showcase è un album di Philly Joe Jones, pubblicato dalla Riverside Records nel 1977.

## Tracce
Lato A
1. Battery Blues – 4:00 (Julian Priester) – Registrato il 17 novembre 1959 a New York
2. Minor Mode – 4:22 (Bill Barron) – Registrato il 18 novembre 1959 a New York
3. Gwen – 3:57 (Philly Joe Jones) – Registrato il 18 novembre 1959 a New York
4. Joe's Debut – 5:31 (Philly Joe Jones) – Registrato il 17 novembre 1959 a New York

Lato B
1. Gone – 4:42 (George Gershwin, Ira Gershwin, Du Bose Heyward) – Registrato il 18 novembre 1959 a New York
2. Joe's Delight – 3:50 (Philly Joe Jones) – Registrato il 17 novembre 1959 a New York
3. Julia – 3:26 (Julian Priester) – Registrato il 17 novembre 1959 a New York
4. I'll Never Be the Same – 3:58 (Gus Kahn, Matty Malneck, Frank Signorelli) – Registrato il 17 novembre 1959 a New York
5. Interpretation – 4:02 (Bill Barron) – Registrato il 18 novembre 1959 a New York

## Musicisti
Philly Joe Jones Septet
Brani A1, A4, B2, B3 & B4
- Philly Joe Jones - batteria
- Blue Mitchell - tromba
- Bill Barron - sassofono tenore
- Pepper Adams - sassofono baritono
- Julian Priester - trombone
- Dolo Coker (Charles Coker) - pianoforte
- Jimmy Garrison - contrabbasso

Philly Joe Jones Sextet
Brani A2, A3, B1 & B5
- Philly Joe Jones - batteria
- Philly Joe Jones - pianoforte (solo: in A3)
- Blue Mitchell - tromba (tranne in: A3)
- Bill Barron - sassofono tenore (tranne in: A3)
- Julian Priester - trombone (tranne in: A3)
- Sonny Clark - pianoforte (tranne in: A3)
- Jimmy Garrison - contrabbasso (tranne in: A3)